# Веслування на байдарках і каное на літніх Олімпійських іграх 2020 — байдарки-одиночки, 500 метрів (жінки)
Змагання з веслування на байдарках-одиночках на дистанції 500 м серед жінок на літніх Олімпійських іграх 2020 відбулися 4 - 5 серпня 2021 року на Веслувальному каналі Сі Форест. 

## Передісторія
Це була 19-та поява цієї дисципліни на Олімпійських іграх. Її проводили щоразу починаючи з 1948 року, коли до програми Олімпійських ігор ввели веслування на байдарках і каное серед жінок.

## Формат змагань
Змагання з веслування на байдарках і каное в спринті складаються з чотирьох раундів: попередніх заїздів, чвертьфіналів, півфіналів і фіналів. Особливості проходження етапів залежать від кількості човнів, що розпочинають змагання.

## Розклад
Змагання в цій дисципліні відбулися впродовж двох днів поспіль, два раунди на день. Всі сесії розпочинаються о 9:30 за місцевим часом. Під час однієї сесії можуть відбуватися змагання в кількох різних дисциплінах.
| З | Попередні заїзди | ¼ | Чвертьфінали | ½ | Півфінали | Ф | Фінал |

| Дисципліна↓/Дата →    | Пон 2 | Пон 2 | Вів 3 | Вів 3 | Сер 4 | Сер 4 | Чет 5 | Чет 5 | П'ят 6 | П'ят 6 | Суб 7 | Суб 7 |
| --------------------- | ----- | ----- | ----- | ----- | ----- | ----- | ----- | ----- | ------ | ------ | ----- | ----- |
| Б-2 1000 м (чоловіки) |       |       |       |       | З     | ¼     | ½     | Ф     |        |        |       |       |

## Результати

### Заїзди
Перші три байдарочниці з кожного заїзду виходять до півфіналів, решта - потрапляють до чвертьфіналів. 

#### Заїзд 1
| Місце | Доріжка | Байдарочниця      | Країна                | Час      | Примітки |
| ----- | ------- | ----------------- | --------------------- | -------- | -------- |
| 1     | 3       | Ермієн Петерс     | Бельгія (BEL)         | 1:47.959 | ПФ       |
| 2     | 2       | Тереза Портела    | Португалія (POR)      | 1:48.727 | ПФ       |
| 3     | 1       | Юле Гаке          | Німеччина (GER)       | 1:48.758 | ПФ       |
| 4     | 4       | Ісабель Контрерас | Іспанія (ESP)         | 1:49.256 | ЧФ       |
| 5     | 5       | Міліца Новакович  | Сербія (SRB)          | 1:49.802 | ЧФ       |
| 6     | 6       | Їнь Мендє         | Китай (CHN)           | 1:52.760 | ЧФ       |
| 7     | 7       | Емілі Льюїс       | Велика Британія (GBR) | 1:55.743 | ЧФ       |

#### Заїзд 2
| Місце | Доріжка | Байдарочниця            | Країна          | Час      | Примітки |
| ----- | ------- | ----------------------- | --------------- | -------- | -------- |
| 1     | 1       | Аня Остерман            | Словенія (SLO)  | 1:49.402 | ПФ       |
| 2     | 3       | Юстина Іскшицька        | Польща (POL)    | 1:49.893 | ПФ       |
| 3     | 5       | Худенко Ольга Сергіївна | Білорусь (BLR)  | 1:50.732 | ПФ       |
| 4     | 4       | Бренда Рохас            | Аргентина (ARG) | 1:54.541 | ЧФ       |
| 5     | 7       | Юлія Юрійчук            | Україна (UKR)   | 1:57.532 | ЧФ       |
| 6     | 6       | Франческа Генцо         | Італія (ITA)    | 1:59.712 | ЧФ       |
| 7     | 2       | Наталія Сергеєва        | Казахстан (KAZ) | 2:01.374 | ЧФ       |

#### Заїзд 3
| Місце | Доріжка | Байдарочниця           | Країна                           | Час      | Примітки |
| ----- | ------- | ---------------------- | -------------------------------- | -------- | -------- |
| 1     | 5       | Лінеа Стенсілс         | Швеція (SWE)                     | 1:48.144 | ПФ       |
| 2     | 2       | Еліс Вуд               | Австралія (AUS)                  | 1:48.572 | ПФ       |
| 3     | 1       | Кейтлін Рейгал         | Нова Зеландія (NZL)              | 1:50.297 | ПФ       |
| 4     | 7       | Шпела Пономаренко Яніч | Словенія (SLO)                   | 1:50.498 | ЧФ       |
| 5     | 4       | Світлана Черніговська  | Олімпійський комітет Росії (ROC) | 1:52.311 | ЧФ       |
| 6     | 3       | Манон Остан            | Франція (FRA)                    | 1:53.668 | ЧФ       |
| 7     | 6       | Аміра Херіс            | Алжир (ALG)                      | 2:13.626 | ЧФ       |

#### Заїзд 4
| Місце | Доріжка | Байдарочниця       | Країна                | Час      | Примітки |
| ----- | ------- | ------------------ | --------------------- | -------- | -------- |
| 1     | 4       | Данута Козак       | Угорщина (HUN)        | 1:48.730 | ПФ       |
| 2     | 5       | Емма Єргенсен      | Данія (DEN)           | 1:49.231 | ПФ       |
| 3     | 7       | Алісса Булл        | Австралія (AUS)       | 1:49.416 | ПФ       |
| 4     | 2       | Мішель Расселл     | Канада (CAN)          | 1:51.081 | ЧФ       |
| 5     | 3       | Дебора Керр        | Велика Британія (GBR) | 1:51.375 | ЧФ       |
| 6     | 1       | Ана Роксана Легасі | Австрія (AUT)         | 1:55.067 | ЧФ       |
| 7     | 6       | Самаа Ахмед        | Єгипет (EGY)          | 2:13.007 | ЧФ       |

#### Заїзд 5
| Місце | Доріжка | Байдарочниця                | Країна         | Час      | Примітки |
| ----- | ------- | --------------------------- | -------------- | -------- | -------- |
| 1     | 2       | Тамара Чіпеш                | Угорщина (HUN) | 1:48.790 | ПФ       |
| 2     | 6       | Литвинчук Марина Вікторівна | Білорусь (BLR) | 1:49.606 | ПФ       |
| 3     | 1       | Марта Вальчикевич           | Польща (POL)   | 1:50.184 | ПФ       |
| 4     | 4       | Повх Марія Миколаївна       | Україна (UKR)  | 1:50.489 | ЧФ       |
| 5     | 5       | Анамарія Говорчинович       | Хорватія (CRO) | 1:52.015 | ЧФ       |
| 6     | 7       | Хуан Цзєї                   | Китай (CHN)    | 1:52.385 | ЧФ       |
| 7     | 3       | Лізе Брукс                  | Бельгія (BEL)  | 1:52.476 | ЧФ       |

#### Заїзд 6
| Місце | Доріжка | Байдарочниця           | Країна                           | Час      | Примітки |
| ----- | ------- | ---------------------- | -------------------------------- | -------- | -------- |
| 1     | 4       | Ліза Керрінгтон        | Нова Зеландія (NZL)              | 1:48.463 | ПФ       |
| 2     | 2       | Сабріна Герінг-Прадлер | Німеччина (GER)                  | 1:49.932 | ПФ       |
| 3     | 3       | Вікторія Шварц         | Австрія (AUT)                    | 1:51.750 | ПФ       |
| 4     | 6       | Кіра Степанова         | Олімпійський комітет Росії (ROC) | 1:55.180 | ЧФ       |
| 5     | 5       | Жоана Васконселос      | Португалія (POR)                 | 1:57.513 | ЧФ       |
| 6     | 1       | Енн Кернс              | Самоа (SAM)                      | 2:03.667 | ЧФ       |

### Чвертьфінали
Перші три човни виходять до півфіналу, решта - вибувають.

#### Чвертьфінал 1
| Місце | Доріжка | Байдарочниця      | Країна        | Час      | Примітки |
| ----- | ------- | ----------------- | ------------- | -------- | -------- |
| 1     | 4       | Ісабель Контрерас | Іспанія (ESP) | 1:51.235 | SF       |
| 2     | 3       | Манон Остан       | Франція (FRA) | 1:54.095 | SF       |
| 3     | 5       | Юлія Юрійчук      | Україна (UKR) | 1:58.657 | SF       |
| 4     | 6       | Енн Кернс         | Самоа (SAM)   | 2:02.525 |          |
| 5     | 7       | Самаа Ахмед       | Єгипет (EGY)  | 2:06.033 |          |

#### Чвертьфінал 2
| Місце | Доріжка | Байдарочниця          | Країна                           | Час      | Примітки |
| ----- | ------- | --------------------- | -------------------------------- | -------- | -------- |
| 1     | 5       | Світлана Черніговська | Олімпійський комітет Росії (ROC) | 1:49.323 | SF       |
| 2     | 7       | Лізе Брукс            | Бельгія (BEL)                    | 1:49.336 | SF       |
| 3     | 4       | Бренда Рохас          | Аргентина (ARG)                  | 1:51.822 | SF       |
| 4     | 2       | Емілі Льюїс           | Велика Британія (GBR)            | 1:51.996 |          |
| 5     | 6       | Ана Роксана Легасі    | Австрія (AUT)                    | 1:53.378 |          |
| 6     | 3       | Жоана Васконселос     | Португалія (POR)                 | 1:56.622 |          |

#### Чвертьфінал 3
| Місце | Доріжка | Байдарочниця           | Країна                           | Час      | Примітки |
| ----- | ------- | ---------------------- | -------------------------------- | -------- | -------- |
| 1     | 6       | Їнь Мендє              | Китай (CHN)                      | 1:49.268 | SF       |
| 2     | 4       | Шпела Пономаренко Яніч | Словенія (SLO)                   | 1:49.680 | SF       |
| 3     | 3       | Дебора Керр            | Велика Британія (GBR)            | 1:50.133 | SF       |
| 4     | 5       | Кіра Степанова         | Олімпійський комітет Росії (ROC) | 1:52.190 |          |
| 5     | 2       | Хуан Цзєї              | Китай (CHN)                      | 1:52.689 |          |
| 6     | 7       | Наталія Сергеєва       | Казахстан (KAZ)                  | 1:55.776 |          |

#### Чвертьфінал 4
| Місце | Доріжка | Байдарочниця          | Країна         | Час      | Примітки |
| ----- | ------- | --------------------- | -------------- | -------- | -------- |
| 1     | 3       | Міліца Новакович      | Сербія (SRB)   | 1:49.348 | SF       |
| 2     | 5       | Повх Марія Миколаївна | Україна (UKR)  | 1:50.769 | SF       |
| 3     | 4       | Мішель Расселл        | Канада (CAN)   | 1:51.375 | SF       |
| 4     | 6       | Анамарія Говорчинович | Хорватія (CRO) | 1:53.967 |          |
| 5     | 2       | Франческа Генцо       | Італія (ITA)   | 2:01.744 |          |
| 6     | 7       | Аміра Херіс           | Алжир (ALG)    | 2:07.548 |          |

### Півфінали
Перші два човни виходять до фіналу A, 3-й і 4-й - до фіналу B, 5-й і 6-й - до фіналу C, решта - вибувають  

#### Півфінал 1
| Місце | Доріжка | Байдарочниця      | Країна                | Час      | Примітки |
| ----- | ------- | ----------------- | --------------------- | -------- | -------- |
| 1     | 4       | Тамара Чіпеш      | Угорщина (HUN)        | 1:51.698 | FA       |
| 2     | 6       | Ермієн Петерс     | Бельгія (BEL)         | 1:52.829 | FA       |
| 3     | 5       | Кейтлін Рейгал    | Нова Зеландія (NZL)   | 1:53.495 | FB       |
| 4     | 3       | Юстина Іскшицька  | Польща (POL)          | 1:53.899 | FB       |
| 5     | 7       | Лізе Брукс        | Бельгія (BEL)         | 1:54.489 | FC       |
| 6     | 2       | Ісабель Контрерас | Іспанія (ESP)         | 1:54.535 | FC       |
| 7     | 1       | Дебора Керр       | Велика Британія (GBR) | 1:55.955 |          |

#### Півфінал 2
| Місце | Доріжка | Байдарочниця                | Країна           | Час      | Примітки |
| ----- | ------- | --------------------------- | ---------------- | -------- | -------- |
| 1     | 4       | Данута Козак                | Угорщина (HUN)   | 1:52.016 | FA       |
| 2     | 3       | Тереза Портела              | Португалія (POR) | 1:52.557 | FA       |
| 3     | 6       | Худенко Ольга Сергіївна     | Білорусь (BLR)   | 1:52.755 | FB       |
| 4     | 1       | Повх Марія Миколаївна       | Україна (UKR)    | 1:53.659 | FB       |
| 5     | 5       | Литвинчук Марина Вікторівна | Білорусь (BLR)   | 1:56.386 | FC       |
| 6     | 2       | Вікторія Шварц              | Австрія (AUT)    | 1:56.475 | FC       |
| 7     | 7       | Їнь Мендє                   | Китай (CHN)      | 1:56.977 |          |
| 8     | 8       | Юлія Юрійчук                | Україна (UKR)    | 2:03.303 |          |

#### Півфінал 3
| Місце | Доріжка | Байдарочниця           | Країна                           | Час      | Примітки |
| ----- | ------- | ---------------------- | -------------------------------- | -------- | -------- |
| 1     | 4       | Лінеа Стенсілс         | Швеція (SWE)                     | 1:51.902 | FA       |
| 2     | 3       | Емма Єргенсен          | Данія (DEN)                      | 1:52.931 | FA       |
| 3     | 6       | Марта Вальчикевич      | Польща (POL)                     | 1:53.860 | FB       |
| 4     | 5       | Сабріна Герінг-Прадлер | Німеччина (GER)                  | 1:54.140 | FB       |
| 5     | 2       | Юле Гаке               | Німеччина (GER)                  | 1:54.341 | FC       |
| 6     | 1       | Шпела Пономаренко Яніч | Словенія (SLO)                   | 1:54.710 | FC       |
| 7     | 8       | Мішель Расселл         | Канада (CAN)                     | 1:55.549 |          |
| 8     | 7       | Світлана Черніговська  | Олімпійський комітет Росії (ROC) | 1:56.066 |          |

#### Півфінал 4
| Місце | Доріжка | Байдарочниця     | Країна              | Час      | Примітки |
| ----- | ------- | ---------------- | ------------------- | -------- | -------- |
| 1     | 5       | Ліза Керрінгтон  | Нова Зеландія (NZL) | 1:51.680 | FA       |
| 2     | 3       | Еліс Вуд         | Австралія (AUS)     | 1:53.079 | FA       |
| 3     | 2       | Міліца Новакович | Сербія (SRB)        | 1:53.149 | FB       |
| 4     | 6       | Алісса Булл      | Австралія (AUS)     | 1:54.038 | FB       |
| 5     | 4       | Аня Остерман     | Словенія (SLO)      | 1:54.235 | FC       |
| 6     | 7       | Манон Остан      | Франція (FRA)       | 1:57.394 | FC       |
| 7     | 1       | Бренда Рохас     | Аргентина (ARG)     | 1:58.301 |          |

### Фінали

#### Фінал C
| Місце | Lane | Canoer                      | Країна          | Час      | Примітки |
| ----- | ---- | --------------------------- | --------------- | -------- | -------- |
| 17    | 3    | Аня Остерман                | Словенія (SLO)  | 1:55.051 |          |
| 18    | 4    | Юле Гаке                    | Німеччина (GER) | 1:55.638 |          |
| 19    | 2    | Ісабель Контрерас           | Іспанія (ESP)   | 1:55.728 |          |
| 20    | 1    | Шпела Пономаренко Яніч      | Словенія (SLO)  | 1:56.066 |          |
| 21    | 5    | Лізе Брукс                  | Бельгія (BEL)   | 1:56.842 |          |
| 22    | 6    | Литвинчук Марина Вікторівна | Білорусь (BLR)  | 1:57.057 |          |
| 23    | 8    | Манон Остан                 | Франція (FRA)   | 1:58.133 |          |
| 24    | 7    | Вікторія Шварц              | Австрія (AUT)   | 1:59.475 |          |

#### Фінал B
| Місце | Lane | Canoer                  | Країна              | Час      | Примітки |
| ----- | ---- | ----------------------- | ------------------- | -------- | -------- |
| 9     | 5    | Кейтлін Рейгал          | Нова Зеландія (NZL) | 1:53.681 |          |
| 10    | 1    | Сабріна Герінг-Прадлер  | Німеччина (GER)     | 1:53.919 |          |
| 11    | 2    | Юстина Іскшицька        | Польща (POL)        | 1:54.086 |          |
| 12    | 3    | Міліца Новакович        | Сербія (SRB)        | 1:54.458 |          |
| 13    | 4    | Марта Вальчикевич       | Польща (POL)        | 1:55.659 |          |
| 14    | 6    | Худенко Ольга Сергіївна | Білорусь (BLR)      | 1:55.933 |          |
| 15    | 7    | Повх Марія Миколаївна   | Україна (UKR)       | 1:56.429 |          |
| 16    | 8    | Алісса Булл             | Австралія (AUS)     | 1:56.799 |          |

#### Фінал A
| Місце | Lane | Canoer          | Країна              | Час      | Примітки |
| ----- | ---- | --------------- | ------------------- | -------- | -------- |
| 1     | 3    | Ліза Керрінгтон | Нова Зеландія (NZL) | 1:51.216 |          |
| 2     | 5    | Тамара Чіпеш    | Угорщина (HUN)      | 1:51.855 |          |
| 3     | 1    | Емма Єргенсен   | Данія (DEN)         | 1:52.773 |          |
| 4     | 6    | Данута Козак    | Угорщина (HUN)      | 1:53.414 |          |
| 5     | 4    | Лінеа Стенсілс  | Швеція (SWE)        | 1:53.600 |          |
| 6     | 2    | Ермієн Петерс   | Бельгія (BEL)       | 1:53.716 |          |
| 7     | 7    | Тереза Портела  | Португалія (POR)    | 1:55.814 |          |
| 8     | 8    | Еліс Вуд        | Австралія (AUS)     | 1:57.251 |          |